# Кристал-Біч (Аризона)
Кристал-Біч (англ. Crystal Beach) — переписна місцевість (CDP) в США, в окрузі Могаве штату Аризона. Населення — 250 осіб (2020).

## Географія
Кристал-Біч розташований за координатами 34°34′17″ пн. ш. 114°23′33″ зх. д. / 34.57139° пн. ш. 114.39250° зх. д. (34.571382, -114.392634).  За даними Бюро перепису населення США в 2010 році переписна місцевість мала площу 0,88 км², уся площа — суходіл.

## Демографія
Згідно з переписом 2010 року, у переписній місцевості мешкало 279 осіб у 131 домогосподарстві у складі 72 родин. Густота населення становила 318 осіб/км².  Було 171 помешкання (195/км²).
Расовий склад населення:
| - 92,5 % — білих - 1,8 % — корінних американців - 1,1 % — осіб інших рас |

До двох чи більше рас належало 4,7 %. Частка іспаномовних становила 7,5 % від усіх жителів.
За віковим діапазоном населення розподілялося таким чином: 18,3 % — особи молодші 18 років, 57,3 % — особи у віці 18—64 років, 24,4 % — особи у віці 65 років та старші. Медіана віку мешканця становила 50,4 року. На 100 осіб жіночої статі у переписній місцевості припадало 105,1 чоловіків;  на 100 жінок у віці від 18 років та старших — 109,2 чоловіків також старших 18 років.
Середній дохід на одне домашнє господарство  становив 49 262 долари США (медіана — 38 625), а середній дохід на одну сім'ю — 41 952 долари (медіана — 39 625). 
Цивільне працевлаштоване населення становило 91 осіб. Основні галузі зайнятості: фінанси, страхування та нерухомість — 20,9 %, освіта, охорона здоров'я та соціальна допомога — 15,4 %, інформація — 12,1 %, будівництво — 11,0 %.